# Dom dla Bezdomnych w Jankowicach
Dom dla Bezdomnych Fundacji Domy Wspólnoty Chleb Życia w Jankowicach – schronisko dla osób bezdomnych zlokalizowane w Jankowicach (powiat opatowski, województwo świętokrzyskie), oddane do użytku w 2019 roku. Obiekt prowadzony przez Wspólnotę Chleb Życia został zaprojektowany przez pracownię xystudio (Filip Domaszczyński, Marta Nowosielska, Dorota Sibińska) i jest przeznaczony jest dla osób bezdomnych, których stan zdrowia nie uzasadnia kierowania ich do domów pomocy społecznej, ale jednocześnie jest na tyle zły, że osoby te nie mogą korzystać z noclegowni.

## Architektura
Jest to całkowicie dostosowany dla osób z niepełnosprawnościami, parterowy budynek z pofalowanym dachem o całkowitej powierzchni 1485 m², wkomponowany w lokalny, pagórkowaty krajobraz rolniczy (szachownica pól) i otoczony drzewami. Obiekt, w większości wykonany z materiałów rozbiórkowych, podzielono na trzy strefy, które oddzielone są ceglanymi murami:
- strefa wejściowa, ogólnodostępna z kaplicą, gabinetami lekarskimi, sala rehabilitacyjnymi, świetlicą oraz stołówką i kuchnią (segmenty pooddzielane szklanymi ściankami),
- strefa mieszkalna z dziewiętnastoma pokojami dwuosobowymi oraz pracownie (pokoje są dostosowane do stanu zdrowia podopiecznych),
- niewielkie mieszkania z aneksami kuchennymi dla opiekunów[2][3].

Centralnym punktem placówki jest dziedziniec z przeszkleniami, ozdobiony muralem Cztery pory roku stworzonym przez Marcina Czaję, według pomysłu siostry Małgorzaty Chmielewskiej (prowadzącej fundację), przełamujący swoim barwnym programem stosunkowo ascetyczną formę schroniska. Zadaszenia i ławki mają ułatwiać integrację. Przed budynkiem stworzono imitację przyzby w postaci długiej, drewnianej belki, jako miejsca przesiadywania i rozmów.

## Nagrody
Obiekt nominowany został do Nagrody Unii Europejskiej w konkursie architektury współczesnej im. Miesa van der Rohe w 2022 roku. Otrzymał też Grand Prix w konkursie Nagroda Architektoniczna Polityki w 2020 roku.